# Skuhraviana triangulifera
Skuhraviana triangulifera är en tvåvingeart som beskrevs av Boris Mamaev 1963. Skuhraviana triangulifera ingår i släktet Skuhraviana och familjen gallmyggor. Arten är reproducerande i Sverige. Inga underarter finns listade i Catalogue of Life.